# Oglasa apicalis
Oglasa apicalis är en fjärilsart som beskrevs av John Henry Leech 1900. Oglasa apicalis ingår i släktet Oglasa och familjen nattflyn. Inga underarter finns listade i Catalogue of Life.